# VMware ThinApp
VMware ThinApp, dawniej Thinstall – pakiet oprogramowania VMware do wirtualizacji aplikacji oraz tworzenia aplikacji przenośnych, który może tworzyć specjalny kontener ze spakowaną konwencjonalną aplikacją. Pozwala to na stworzenie aplikacji przenośnej z jej wersji instalacyjnej. Producent oprogramowania VMware podaje wskaźnik skuteczności procesu wirtualizacji aplikacji na około 90–95%. 

## Historia
ThinApp (wcześniej znany jako Thinstall) został opracowany przez firmę Jitit Inc. 15 stycznia 2008 roku, a następnie zakupiony przez VMware w dniu 15 stycznia 2008 r. VMware użył później nazwy kodowej VMware Project North Star, gdy produkt był w fazie beta. W dniu 10 czerwca 2008 r. VMware ogłosiło, że ostateczną nazwą produktu będzie VMware ThinApp. Wersja próbna Thinstall była początkowo dostępna tylko dla korporacji, a następnie VMware zaoferowała publiczną wersję próbną. [9] Obecnie ThinApp jest dostępny tylko z pakietem produktów Horizon.

## Technologia
VMware ThinApp to rozwiązanie do wirtualizacji aplikacji. ThinApp jest w stanie uruchamiać aplikacje bez instalowania ich w tradycyjnym znaczeniu, wirtualizując zasoby takie jak zmienne środowiskowe, rejestr Windows, pliki. Środowisko wirtualne przedstawione klientowi jest połączonym widokiem podstawowych zasobów fizycznych i wirtualnych, dzięki czemu warstwa wirtualizacji może oszukać aplikację, tak aby działała, jakby była w pełni zainstalowana. ThinApp nie ma żadnych wstępnie zainstalowanych komponentów i nie wymaga instalacji sterowników urządzeń umożliwiających uruchamianie aplikacji z napędów flash USB lub udziałów sieciowych bez konieczności posiadania uprawnień administratora. ThinApp konwertuje standardowe instalatory aplikacji, takie jak pliki .msi, na samodzielne pliki EXE, które zawierają wszystko, co jest wymagane do uruchomienia aplikacji. Ważnym elementem wirtualizacji aplikacji jest także przeskanowanie systemu przed i po instalacji aplikacji oraz porównanie zawartości punktów skanowania systemu na podstawie którym jest tworzony przenośny plik wykonywalny zawierający zmiany wprowadzone do plików systemowych i rejestru przez instalator aplikacji. W przeciwieństwie do samorozpakowujących się plików ZIP, ThinApp nie wyodrębnia plików na dysk ani nie wymaga zmian rejestru systemowego w celu uruchomienia aplikacji. ThinApp obsługuje systemy Microsoft Windows począwszy od Windows XP a także Windows Server 2003 i jego nowsze wersje. ThinApp obsługuje wszystkie wydane systemy Windows od Windows NT4, 2000, XP (64/32), Vista (64/32), Server 2003, Server 2008 (64), Server 2008 R2 (64), Windows 7 (64/32), Windows 8 / 8.1 (64/32, ale nie RT) i Windows Server 2012.
Oprogramowanie to może służyć do tworzenia bezpiecznie uruchamialnych wersji aplikacji np. pakietów biurowych oraz innego oprogramowania wrażliwego na uruchamianie skryptów czy makr ze złośliwym kodem, gdyż wirtualne środowisko oddziela aplikację w wersji utworzonej w ThinApp od systemu.

## Edycje
VMware ThinApp występuje w dwóch wersjach: Basic oraz Enterprise różniących się funkcjonalnością, Przy czym w wersji Basic proces tworzenia archiwum przebiega w sposób zautomatyzowany, przy pomocy wbudowanego kreatora.